# Tvrđa

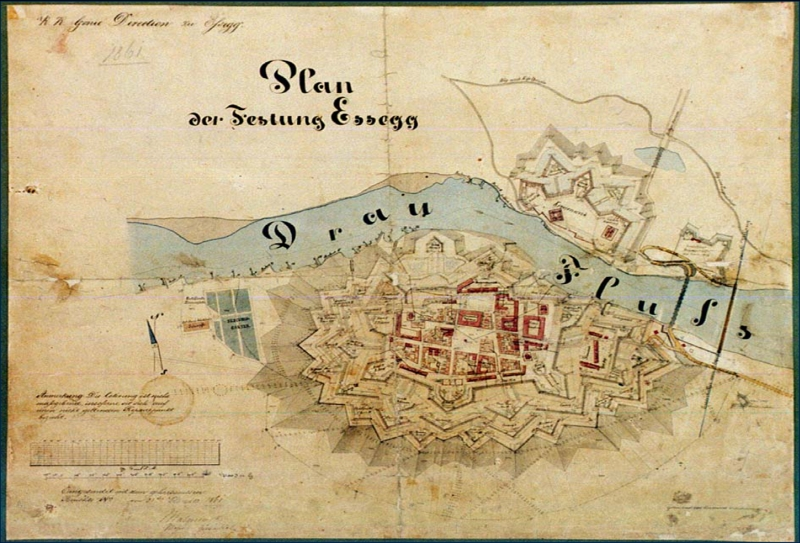
Mapa opevnění v roce 1861

Tvrđa je označení pro barokní pevnost v chorvatském městě Osijek, jedné z nejlépe dochované svého typu na území dnešního Chorvatska. Nachází se na břehu řeky Drávy cca 1,5 km východně od náměstí Ante Starčeviće. Představuje unikátní příklad barokního, správního i obchodního městského centra z 18. století.

## Historie
Pevnost byla vybudována bezprostředně po stažení Turků z oblasti dnešního města Osijeku. Výstavba pevnostního systému byla zahájena v roce 1712. Jeho součástí bylo pět bastionů a dvě brány (dokončeny roku 1715). Uvnitř opevnění se nachází městská zástavba s pravoúhlou uliční sítí, ne nepodobnou těm, které stojí např. v Terezíně nebo Josefově v Česku. Jednotlivé domy byly postaveny v období do roku 1735. Po svém dokončení představovala pevnost klíčový opěrný bod rakouského vojska na jižní hranici s Osmanskou říší (která se nacházela od r. 1699 na řece Sávě). Pro potřeby vojska a vojenské správy sloužila celá řada tehdejších budov. Vojenský význam areálu poklesl značně po Berlínském kongresu a okupaci Bosny a Hercegoviny Rakousko-Uherskem. V souvislosti s rozvojem města Osijeku byla velká část fortifikačního systému Tvrđi zbourána během 20. let 20. století. Mohly tak vzniknout nové třídy, parky a sportoviště pro město. Pevnost byla poškozena během bojů o Osijek při Chorvatské válce za nezávislost v 90. letech 20. století. Ve 21. století se stala turistickým centrem a nachází se zde i řada různých podniků pohostinství apod.